# Campeonato Mundial de Atletismo Sub-20 de 2022 - Arremesso de peso masculino
A prova do arremesso de peso masculino do Campeonato Mundial de Atletismo Sub-20 de 2022 ocorreu nos dias 1 e 2 de agosto de 2022 no Estádio Olímpico Pascual Guerrero, em Cali, na Colômbia.

## Recordes
Antes desta competição, os recordes mundiais e do campeonato nesta prova eram os seguintes:
|       | Nome          | Nacionalidade | Distância | Local     | Data                 |
| ----- | ------------- | ------------- | --------- | --------- | -------------------- |
| WU20R | Jacko Gill    | Nova Zelândia | 23.00 m   | Auckland  | 18 de agosto de 2013 |
| CR    | Jacko Gill    | Nova Zelândia | 22.20 m   | Barcelona | 11 de julho de 2012  |
| WU20L | Tizian Lauria | Alemanha      | 21.15 m   | Riederic  | 15 de junho de 2022  |

## Medalhistas
| Ouro                         | Prata               | Bronze              |
| Tarik Robinson-O'Hagan (USA) | Kobe Lawrence (JAM) | Tizian Lauria (GER) |

## Cronograma
Todos os horários são locais (UTC-5).
| Data        | Hora  | Evento       |
| ----------- | ----- | ------------ |
| 1 de agosto | 14:38 | Qualificação |
| 2 de agosto | 14:15 | Final        |

## Resultados

### Qualificação
Qualificação: 19,60 m (Q) ou pelo menos melhor 12 qualificado (q).
| Posição | Grupo | Atleta                   | Nacionalidade        | Tentativas | Tentativas | Tentativas | Marca | Notas |
| Posição | Grupo | Atleta                   | Nacionalidade        | 1          | 2          | 3          | Marca | Notas |
| ------- | ----- | ------------------------ | -------------------- | ---------- | ---------- | ---------- | ----- | ----- |
| 1       | B     | Tizian Lauria            | Alemanha             | 19.53      | 19.52      | 20.15      | 20.15 | Q     |
| 2       | B     | Kobe Lawrence            | Jamaica              | 18.35      | 18.48      | 19.85      | 19.85 | Q     |
| 3       | B     | Tarik Robinson-O'Hagan   | Estados Unidos       | 19.65      |            |            | 19.65 | Q,    |
| 4       | B     | Mátyás Kerékgyártó       | Hungria              | 19.33      | 19.35      | 19.05      | 19.35 | q     |
| 5       | B     | Jonah Chang Anak Rigan   | Malásia              | x          | 18.05      | 18.97      | 18.97 | q     |
| 6       | A     | Leo Zikovic              | Suécia               | 18.88      | 18.45      | 18.27      | 18.88 | q,    |
| 7       | A     | Karel Šula               | Eslováquia           | 18.73      | x          | 18.62      | 18.73 | q     |
| 8       | B     | Jesper Ahlin             | Suécia               | x          | 18.66      | 18.17      | 18.66 | q     |
| 9       | B     | Andreas De Lathauwer     | Bélgica              | 18.43      | x          | 18.47      | 18.47 | q     |
| 10      | A     | Lukas Schober            | Alemanha             | 18.32      | 18.44      | x          | 18.44 | q     |
| 11      | A     | Juan Manuel Arrieguez    | Argentina            | 17.63      | 18.21      | 18.41      | 18.41 | q     |
| 12      | A     | Jakub Korejba            | Polónia              | x          | x          | 18.37      | 18.37 | q     |
| 13      | A     | Sanyam Sanjay            | Índia                | 18.36      | x          | 18.03      | 18.36 |       |
| 14      | B     | Aiden Smith              | África do Sul        | 17.17      | 18.32      | 18.07      | 18.32 |       |
| 15      | B     | Sawan                    | Índia                | 18.31      | 18.30      | 18.06      | 18.31 |       |
| 16      | B     | Márk Horváth             | Hungria              | x          | 18.27      | x          | 18.27 |       |
| 17      | A     | Christopher Young        | Jamaica              | 18.13      | x          | x          | 18.13 |       |
| 18      | B     | Spencer Lewis            | Canadá               | x          | x          | 18.04      | 18.04 |       |
| 19      | A     | Cian de Villiers         | África do Sul        | x          | 17.74      | 16.63      | 17.74 |       |
| 20      | B     | Damian Rodziak           | Polónia              | x          | 17.62      | x          | 17.62 |       |
| 21      | B     | Andri Matrov             | Estónia              | 17.53      | x          | x          | 17.53 |       |
| 22      | A     | Rokas Domanaitis         | Lituânia             | x          | 17.47      | x          | 17.47 |       |
| 23      | A     | Cade Moran               | Estados Unidos       | 17.20      | 17.32      | 17.44      | 17.44 |       |
| 24      | A     | Emmanuel Segond Musumary | Itália               | x          | 16.83      | 17.35      | 17.35 |       |
| 25      | A     | Theofanis Mavrodontis    | Grécia               | 15.19      | 15.12      | 16.50      | 16.50 |       |
| 26      | B     | Darwin Meneses           | Colômbia             | 14.53      | x          | x          | 14.53 |       |
| 27      | A     | Tayjo Oppong-Adjei       | Ilhas Turks e Caicos | x          | x          | x          | NM    |       |
| 28      | A     | Arsalan Ghashghaei       | Irã                  | DNS        | DNS        | DNS        | DNS   | DNS   |

### Final
A prova final foi realizada no dia 2 de agosto às 14:15. 
| Posição           | Atleta                 | Nacionalidade  | Tentativas | Tentativas | Tentativas | Tentativas | Tentativas | Tentativas | Marca | Notas           |
| Posição           | Atleta                 | Nacionalidade  | 1          | 2          | 3          | 4          | 5          | 6          | Marca | Notas           |
| ----------------- | ---------------------- | -------------- | ---------- | ---------- | ---------- | ---------- | ---------- | ---------- | ----- | --------------- |
| Medalha de ouro   | Tarik Robinson-O'Hagan | Estados Unidos | 20.30      | 20.03      | x          | 20.73      | 20.08      | 20.20      | 20.73 | Recorde pessoal |
| Medalha de prata  | Kobe Lawrence          | Jamaica        | x          | 20.36      | 19.42      | 19.87      | 20.58      | 18.80      | 20.58 | Recorde pessoal |
| Medalha de bronze | Tizian Lauria          | Alemanha       | x          | 19.34      | 19.94      | 20.40      | 19.97      | 20.55      | 20.55 |                 |
| 4                 | Lukas Schober          | Alemanha       | 18.84      | 19.21      | 19.43      | 19.27      | x          | 19.08      | 19.43 |                 |
| 5                 | Karel Šula             | Eslováquia     | 18.46      | 18.66      | 18.73      | 18.88      | 18.60      | x          | 18.88 |                 |
| 6                 | Mátyás Kerékgyártó     | Hungria        | 18.31      | 18.42      | 18.82      | 18.31      | 18.32      | 18.68      | 18.82 |                 |
| 7                 | Jesper Ahlin           | Suécia         | 18.36      | 18.18      | 18.50      | x          | 18.62      | 18.40      | 18.62 |                 |
| 8                 | Juan Manuel Arrieguez  | Argentina      | 17.91      | 18.54      | x          | 18.14      | 18.28      | 18.17      | 18.54 |                 |
| 9                 | Leo Zikovic            | Suécia         | 18.22      | 18.37      | x          |            |            |            | 18.37 |                 |
| 10                | Jakub Korejba          | Polónia        | x          | 17.64      | 18.31      |            |            |            | 18.31 |                 |
| 11                | Andreas De Lathauwer   | Bélgica        | 17.29      | 17.60      | 17.69      |            |            |            | 17.69 |                 |
| 12                | Jonah Chang Anak Rigan | Malásia        | x          | x          | x          |            |            |            | NM    |                 |

Legenda
| Recorde mundial       | Recorde mundial (World record)               |                       | Recorde africano                      | Recorde africano (African) |                                           | Q | Classificado por posição (Qualified) |
| Recorde do campeonato | Recorde do campeonato (Championship record)  | Recorde da América    | Recorde da América (Americas)         | q                          | Classificado por melhor tempo (Qualified) |   |                                      |
| Melhor marca do ano   | Melhor marca do ano (World leading)          | Recorde asiático      | Recorde asiático (Asian)              | DNS                        | Não largou (Did not start)                |   |                                      |
| Recorde nacional      | Recorde nacional (National record)           | Recorde europeu       | Recorde europeu (European)            | DNF                        | Não terminou (Did not finish)             |   |                                      |
| Recorde pessoal       | Recorde pessoal do atleta (Personal best)    | Recorde da Oceania    | Recorde da Oceania (Oceania)          | DSQ / DQ                   | Desclassificado (Disqualified)            |   |                                      |
| Recorde da temporada  | Recorde da temporada do atleta (Season best) | Recorde sul-americano | Recorde sul-americano (South America) | NM                         | Sem marca (No mark)                       |   |                                      |